# Royal (Nebraska)
Royal és una població dels Estats Units a l'estat de Nebraska. Segons el cens del 2000 tenia 75 habitants.

## Demografia
Segons el cens del 2000, Royal tenia 75 habitants, 34 habitatges, i 21 famílies. La densitat de població era de 206,8 habitants per km².
Dels 34 habitatges en un 29,4% hi vivien nens de menys de 18 anys, en un 58,8% hi vivien parelles casades, en un 0% dones solteres, i en un 38,2% no eren unitats familiars. En el 38,2% dels habitatges hi vivien persones soles el 23,5% de les quals corresponia a persones de 65 anys o més que vivien soles. El nombre mitjà de persones vivint en cada habitatge era de 2,21 i el nombre mitjà de persones que vivien en cada família era de 2,9.
Per edats la població es repartia de la següent manera: un 22,7% tenia menys de 18 anys, un 8% entre 18 i 24, un 26,7% entre 25 i 44, un 20% de 45 a 60 i un 22,7% 65 anys o més.
L'edat mediana era de 42 anys. Per cada 100 dones de 18 o més anys hi havia 123,1 homes.
La renda mediana per habitatge era de 27.292 $ i la renda mediana per família de 50.000 $. Els homes tenien una renda mediana de 34.063 $ mentre que les dones 18.125 $. La renda per capita de la població era de 13.414 $. Aproximadament el 7,7% de les famílies i el 6,6% de la població estaven per davall del llindar de pobresa.

## Poblacions més properes
El següent diagrama mostra les poblacions més properes.